# Osiek (Powiat Staszowski)
Osiek [ˈɔɕek]ⓘ ist eine Stadt in Polen in der Woiwodschaft Heiligkreuz. Sie ist Sitz einer Stadt-und-Land-Gemeinde im Powiat Staszowski.

## Geschichte
Die erste urkundliche Erwähnung des Ortes stammt aus dem Jahr 1255. Im Jahr 1430 erhielt der Ort das Stadtrecht. Bei der Dritten Teilung Polens wurde der Ort Teil Österreichs.

## Kultur und Sehenswürdigkeiten

### Bauwerke
- Kirche aus dem 15. Jahrhundert[1]

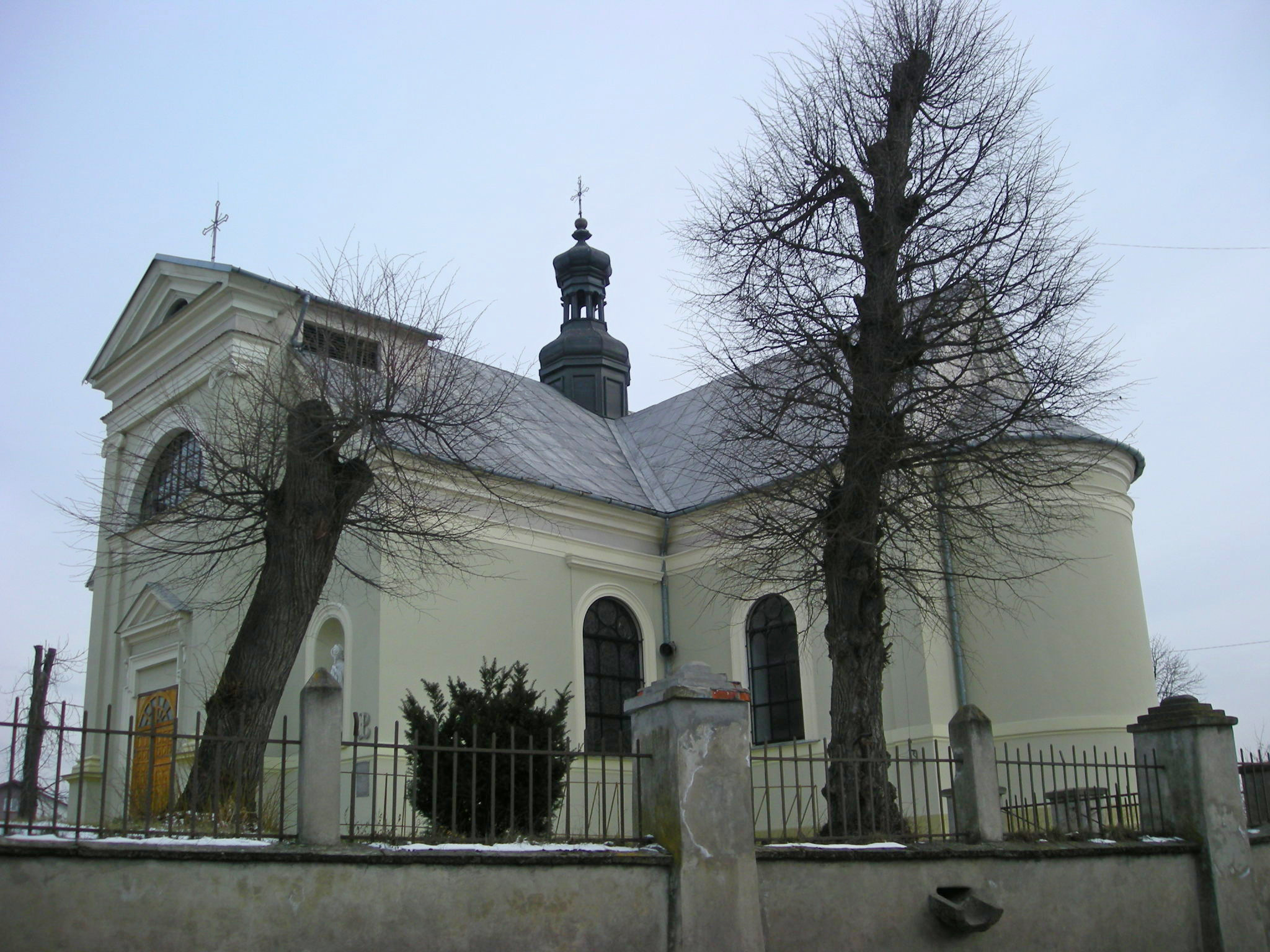
Kirche in Osiek

- Denkmal für die Opfer des Zweiten Weltkrieges[1]

## Gemeinde
Die Stadt- und Landgemeinde Osiek hat eine Fläche von 129,33 km², auf welcher etwa 8000 Menschen leben.

## Wirtschaft und Infrastruktur

### Verkehr
Durch die Stadt verläuft die Landesstraße 79 (droga krajowa 79). In nördlicher Richtung führt diese nach etwa 30 Kilometern durch Sandomierz und im Süden nach 15 Kilometern durch Połaniec. In die Landesstraße mündet auch die von Westen kommende Wojewodschaftsstraße 765. Diese führt unter anderem nach etwa 20 Kilometern durch Staszów.
Der nächste internationale Flughafen ist der 60 Kilometer südöstlich gelegene Flughafen Rzeszów-Jasionka.